# Divaena
Divaena é um gênero de traça pertencente à família Arctiidae.